# Iresioides cyanipennis
Iresioides cyanipennis är en skalbaggsart som beskrevs av Leon Fairmaire 1903. Iresioides cyanipennis ingår i släktet Iresioides och familjen långhorningar.
Artens utbredningsområde är Madagaskar. Inga underarter finns listade i Catalogue of Life.